# Leopoldo Alas y Ureña
Leopoldo Alas y Ureña, cunoscut, de asemenea, sub pseudonimul Clarín, (n. 25 aprilie 1852, Zamora⁠(d), Castilia și León, Spania – d. 13 iunie 1901, Oviedo, Asturia, Spania) a fost un scriitor spaniol.